# Lenka Antošová
Lenka Antošová, född 27 september 1991, är en tjeckisk roddare.
Antošová tävlade för Tjeckien vid olympiska sommarspelen 2012 i London, där hon tillsammans med sin syster Jitka Antošová slutade på 7:e plats i dubbelsculler.
Vid olympiska sommarspelen 2016 i Rio de Janeiro slutade Antošová tillsammans med Kristýna Fleissnerová på 10:e plats i dubbelsculler. Vid olympiska sommarspelen 2020 i Tokyo slutade Antošová och Fleissnerová på fjärde plats i B-finalen i dubbelsculler, vilket var totalt 10:e plats i tävlingen.